# Sävsjön (Karlskoga socken, Värmland)
Sävsjön är en sjö i Karlskoga kommun i Värmland och ingår i Göta älvs huvudavrinningsområde. Sävsjön ligger i Trangärdet Natura 2000-område. Sjöns area är 0,034 kvadratkilometer och den befinner sig 182 meter över havet.